# Tony Warner
Anthony Randolph „Tony“ Warner (* 11. Mai 1974 in Liverpool) ist ein Fußballspieler aus Trinidad & Tobago mit britischem Reisepass.

## Karriere
Der Nationaltorwart des Karibikstaates wurde 1974 in Liverpool geboren. Warners erster Verein war die Jugendmannschaft des FC Liverpool, die er 1997 Richtung Swindon Town verließ. Des Torwarts nächster Verein war Celtic Glasgow in Schottland. Nach Glasgow ging es weiter zum FC Aberdeen. Von 1999 bis 2004 spielte Warner beim FC Millwall. In der Saison 2004/2005 ging es Richtung Wales weiter zu Cardiff City, ehe er Anfang der Saison 2005/06 zum FC Fulham wechselte.
Drei Jahre später wechselte er zu Beginn der Saison 2008/09 zum Erstligaaufsteiger Hull City, nachdem er in den Spielzeiten zuvor jeweils an die niederklassigen Vereine Leeds United, Norwich City und kurz zuvor an den FC Barnsley ausgeliehen worden war.